# 230P/LINEAR
230P/LINEAR, komet Jupiterove obitelji